# Mick Wright
Michael Wright (Ellesmere Port, 25 settembre 1946) è un ex calciatore inglese.

## Carriera
Ha collezionato più di 200 presenze con la maglia dell'Aston Villa, anche se ha avuto una carriera breve a causa degli infortuni.
Ha debuttato nella massima serie del campionato inglese il 7 settembre 1963, ovvero pochi giorni prima di compiere 17 anni.